# Studen BE
| BE ist das Kürzel für den Kanton Bern in der Schweiz. Es wird verwendet, um Verwechslungen mit anderen Einträgen des Namens Studen zu vermeiden. |

Studen ist eine Einwohnergemeinde im Schweizer Kanton Bern. Er gehört zum Verwaltungskreis Seeland.

## Geographie
Die Gemeinde grenzt an Aegerten, Büetigen, Jens BE, Lyss, Schwadernau und Worben.

## Politik
Die Legislative wird von der Gemeindeversammlung gebildet. Der Gemeinderat ist die Exekutive und umfasst sieben Mitglieder. Gemeindepräsident Heinz Lanz (parteilos) ist seit 1. Januar 2024 im Amt.
In Studen sind Sektionen der SVP, der SP und der FDP aktiv. Das Freie Bündnis Studen (FBS) betreibt Gemeindepolitik.
Bei den Nationalratswahlen 2023 betrugen die Wähleranteile in Studen (in Klammern die Veränderung im Vergleich zu den Wahlen 2019 in Prozentpunkten): SVP 39,61 % (+2,06), SP 17,42 % (+5,42), Mitte 8,87 % (−6,07), FDP 8,42 % (+0,16), glp 7,92 % (−0,17), EVP 6,13 % (+1,53), Grüne 4,54 % (−3,44), EDU 2,65 % (+1,75), SD 1,24 % (−0,14).
Neben der Einwohnergemeinde gibt es in Studen eine Burgergemeinde. Kirchlich gehören die reformierten Einwohner zur Kirchgemeinde Bürglen der Reformierten Kirchen Bern-Jura-Solothurn.

## Wappen
Blasonierung: Uf Guld e Wyde mit rotem Stamm, wo ne grüeni Tanne druususe wachset.
Das für Studen stehende Gemeindewappen zeigt eine kleine Tanne, welche aus dem Stamm einer mächtigen Weide heraus wächst. Dies ist keine Fabelpflanze, sondern beruht auf einer realen Begebenheit: Um die Jahrhundertwende 1900 stand auf dem heutigen Wydenplatz eine knorrige Weide. Mitten aus deren hohlem Stock spross durch Zufall eine Tanne, welche sich recht gut entwickelte. Dieses «Naturphänomen» wurde zur Gestaltung des Gemeindewappens herangezogen. 1945 wurde das Wappen vom Regierungsrat offiziell anerkannt.

## Wirtschaft

### Tourismus
Die Grundlage der Fondation Saner Studen bildet die langjährige Sammlungstätigkeit von Gerhard Saner. In den letzten Jahrzehnten kam eine umfangreiche Sammlung zusammen, die die wichtigsten Exponenten der Schweizer Kunst des 20. Jahrhunderts umfasst. In ihrem Zentrum stehen die Zürcher Konkreten.

### Verkehr
Studen liegt an der Bahnlinie Biel–Bern und besitzt seit 1999 einen eigenen Bahnhof. Ferner führt eine Busverbindung von Biel nach Lyss über Studen. Für den Privatverkehr gibt es einen Autostrassenanschluss an die T6 von Biel nach Bern.

### Sehenswürdigkeiten
- Erlebniswelt Seeteufel[10]

### Versorgung
Wasser
Studen ist eine Verbandsgemeinde der Seeländischen Wasserversorgung.

## Geschichte
In der Römerzeit lag im Gebiet der heutigen Gemeinde Studen der Ort Petinesca. Zuerst als keltische Befestigung, danach als römische Kleinstadt bildete Petinesca vom 2. Jahrhundert v. Chr. bis zum 4. Jahrhundert n. Chr. das Zentrum der Region und lag an der wichtigen Verbindungsstrasse von Aventicum über Salodurum nach Augusta Raurica. Zudem zweigte dort auch die Strasse über den Jura ab.
Zu Petinesca gehörte eine ummauerte Tempelanlage mit drei Toren. Sie umfasste zwei Gruppen von je drei gallo-römischen Umgangstempeln sowie drei Kapellen und ein Priesterhaus aus dem 1. und 2. Jahrhundert n. Chr. Die Wallanlagen, von denen der westlich gelegene Keltenwall am besten erhalten ist, stammen noch aus vorrömischer Zeit. Viele der Ausgrabungsfunde sind im Museum Schwab in Biel zu besichtigen.
Der heutige Ort Studen wird erstmals in einer Urkunde vom 12. November 1257 erwähnt: in Studon. Der Name bedeutet «bei den Stauden, im mit Jungholz bestandenen Gelände».